# 굴림체

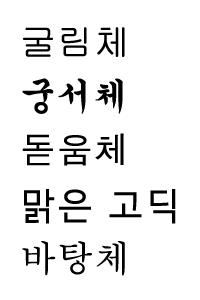
Windows의 기본 한글 글꼴

굴림체는 한양정보통신과 큐닉스컴퓨터에서 개발한 한글 글꼴로 둥근 글꼴의 일종이다. 이 글꼴은 일본에서 인기를 모았던 둥근 글꼴의 영향하에 형성된 글꼴이다. 이 글꼴은 Windows에 기본 글꼴으로 탑재되었고, 그 후 대표적인 한글 글꼴 중 하나가 되어 개인 컴퓨터 도입 시기에 설치하는 주요 글꼴이 되었고, 현재까지 일부 공문서 등에도 여전히 사용한다.

## 개요
굴림체의 글꼴 유형은 '둥근 글꼴'(영어: rounded typeface 라운디드 타이프페이스[*]) 계열이다.  굴림체는 나루체의 영향을 받았다.

## 컴퓨터에 적용
대한민국에서 개인용 컴퓨터가 도입하던 시기에 한국식 둥근 글꼴 일종인 굴림체가 우선적인 글꼴이 되면서 현재까지도 그 영향이 크다. 큐닉스컴퓨터가 개발한 굴림체가 1992년 한글 윈도우 3.1에 기본으로 설치되었고, 한양정보통신이 개발한 굴림체가 이후 윈도우 버전에 탑재되면서 21세기 현재까지도 문서나 인터넷 상에서도 기본적으로 이용한다. 당시 바탕체와 돋움체, 굴림체를 자동으로 설치하였고, 한국어 윈도우 3.1의 기준 글꼴은 바탕체였으나, 정작 실제 사용 화면에는 굴림체를 최우선 글꼴로 사용했다. 
굴림체는 낮은 해상도였던 1990년대 모니터에서 기본 제공 글꼴인 바탕체, 돋움체, 굴림체 중에서 가장 선명하게 보였다. 윈도우 3.1 시기에 기본으로 제공하고 출력한 종이에서 가독성이 더 좋은 바탕체나 돋움체가 당시 모니터 기술로는 굴림체보다 선명하지 못해 모니터 화면으로 작업하는 이들이 좋아하지 않았다. 1990년대 초반, 화질과 선명도가 낮은 흑백 모니터에서 바탕체는 획 끝이 깨진 것처럼 보였고, 돋움체는 찌그러진 것처럼 보였다. 선명도가 낮은 흑백 모니터 화면에서 기본 설치 글꼴 중에서 가장 읽기 편한 글꼴이 굴림체였다. 이후 굴림체는 전산 기본 글꼴로 자리매김했다.
1990년대 대한민국의 대부분 컴퓨터에 OS인 윈도우 3.1 이후에 기준 글꼴에 기본글꼴로 설정했던 굴림체는 MS 오피스의 파워포인트와 워드, 엑셀 등 거의 모든 앱의 기본 글꼴이 되었다. 컴퓨터에 기본으로 설치한 글꼴이었으므로 각종 문서 본문에도 사용하였다. 2007년 윈도우 비스타부터 맑은 고딕이 기본 글꼴이 되었지만 초기에 맑은 고딕의 문제들로 비스타 발매 이후에도 굴림체를 사용했다. 비스타 이후 윈도우 시리즈에서도 맑은 고딕과 혼용했다. 윈도우 10에서 모든 표기에 맑은 고딕을 적용하지만, 응용 프로그램을 설치하고 첫 구동할 때 일부에서 굴림체가 나타나기도 한다. 개발자들 일부는 여전히 안전성의 이유로 굴림체를 활용하기도 한다. 
굴림체는 마이크로소프트 윈도우 사용자에게 기본적으로 배포하는 무료 글꼴로 흔히 알지만, 이 글꼴은 엄연히 한양정보통신이 저작권을 가진 유료 글꼴이다. 윈도우 환경이 아닌 경우에는 사용 가능 여부를 타진하고 활용해야 한다.

## 글꼴의 활용

### 과도한 사용의 부작용
광범위하게 사용하던 굴림체는 제목, 표지판, 안내문, 보고서 등에 과도하게 사용하면서 넌더리가 나는 글꼴로 인식하기 시작했다. 2000년대에 들어서면서 더 이상 중요한 문서에 사용하는 글꼴이 아니라 성의 없는 느낌의 글꼴이 되었다. 이미 2000년에 발행했던 파워포인트 학습 책자에서도 발표에 굴림체를 되도록 사용하지 말라고 소개할 정도였다. 윈도우 비스타 이전에는 글꼴이 다양하지 않았지만 비스타 등장 이후부터 2010년대에는 다양한 글꼴이 등장하였고, 다양한 상황에 적절한 글꼴을 사용하는 환경이 되면서 굴림체는 더 이상 문건이나 간판에 잘 사용하지 않는다. 굴림체는 1970년대 글꼴 제작 기술로 개발하였으므로 2010년대의 다양한 글꼴들과 비교하면 가독성이나 미적 수준이 떨어지고, 구태의연한 느낌이 든다. 현재, 굴림체는 대부분 사람들이 성의 없는 글꼴로 여기며, 싫어하는 사람들이 좋아하는 사람보다 훨씬 많아서 조심해서 활용해야 하는 글꼴이다.

### 안정적 전산 환경에 활용
윈도우 3.1의 기본 글꼴 영향으로 현재까지도 한국어를 표기하는 웹 환경만이 아니라 전산 시스템에서 가장 호환성이 높은 글꼴이 굴림체이다. 바탕체와 돋움체도 똑같이 윈도우와 함께 전산에 보급된 글꼴이긴 하지만 1990년대 초부터 전산에서 굴림체를 기본 글꼴로 사용하여 아직도 그 영향은 남아 있다. 2020년 기준으로도 높은 안정상이 필요한 웹 환경이나 국가 전산망, 기타 전산망에서 제공하는 전산 문건에서는 굴림체가 가장 우선적으로 사용된다.
2020년 기준으로도 다양한 전산 환경에서 가장 호환성이 좋은 글꼴은 여전히 굴림체이다. 웹 환경에서 맑은 고딕만을 기본값으로 사용할 경우 레이아웃에 문제가 발생할 수 있어서 여전히 굴림체가 안전성을 위해서 함께 사용된다. 케이블 방송의 영화 채널에서 자막으로 사용하기도 한다.
국가기관에서 전산으로 발행하는 고지서나 영수증, 증명 문건 등에서도 사용한다. 대한민국에서 사용하는 컴퓨터에 가장 많이 설치된 글꼴이 굴림체이고, 전산 작업에서 가장 호환성이 좋은 글꼴이 굴림체이다. 국가기관에서 발행하는 전산 문서의 글꼴을 바꾸면 다양한 기존 문서 양식을 전부 수정 보완해야 하므로 글꼴을 바꾸지 않고 굴림체를 활용한다.
전산에서 호환성이 높은 글꼴이므로 보안과 안전이 필요한 전산 문서에서도 여전히 사용한다. 전산으로 발행하는 2020년 대학 입학 접수문서에서도 대부분의 대학은 굴림체로 입학문서를 제공하였다. 안정성이 중요한 입학 관련 문서이므로 굴림체를 사용하지 않은 대학도 바탕체나 돋움체, 맑은 고딕으로 전산에서 기본 글꼴만을 이용한 문서를 제공하였다.

### 보수적 기관에서 사용
글쓰기에서 여전히 보수적 표현과 낫표 등을 사용하는 정부기관에서는 글꼴에서도 보수적이어서 행정부, 국회, 법원에서는 여전히 굴림체를 문서와 안내판, 건물표지, 현수막 등에 사용한다. 외교부에서 발행하는 여권의 한글이름은 굴림체를 사용하며, 경찰청에서 발행하는 운전면허증에도 사용된다. 아직도 다양한 증명서 등에서도 사용된다. 국회에서는 국회위원 명패와 현황판, 안내판 등에서도 사용하며, 법원에서는 건물명 표기나 안내문 등에 여전히 사용한다.

### 일반적 활용
일반적으로는 성의 없는 글꼴로 여겨 문서나 표지, 간판에는 거의 사용하지 않는다. 한글을 모르는 외국인 감독이 제작한 영화에서 대한민국을 배경으로 하는 장면에 굴림체로 작성한 간판이나 표식 등이 나오는 경우가 있다.  
예외적으로 2010년대 후반에 복고풍이 유행하며 복고 분위기에 굴림체를 일부 방송이나 광고에서 제한적으로 사용하거나 상황을 희화하며 쓰기도 한다.

## 관련 글꼴
굴림체는 기본적으로 굴림과 굴림체로 나뉘는데 차이는 글리프의 고정폭 여부이다. 굴림체가 고정폭 글꼴이다. 돋움과 돋움체, 바탕과 바탕체 글꼴도 돋움체와 바탕체가 고정폭 글꼴이다.
굴림체와 비슷한 글꼴로 '둥근 고딕' 계열의 글꼴이 있다. 둥근 고딕은 글리프의 끝이 둥글게 된 형태의 글꼴이다. 
로마자 글꼴에서도 현재의 굴림체와 비슷한 대우를 받는 글꼴이 있다. '코믹 산스'(Comic Sans) 글꼴은 손으로 쓴듯한 자연스러운 글꼴로 잠시 인기를 얻었지만, 2010년대에서는 성의 없는 글꼴로 여겨 장난스러운 문건이 아니면 사용하지 않는다.

## 같이 보기
- 캘리그래피
- 일본어 입력기
- 자판 배열
- CJK 글꼴 목록
- 코믹 산스